# 明基夫齊 (斯拉武塔區)
50°19′5″N 26°59′53″E / 50.31806°N 26.99806°E
明基夫齊（烏克蘭語：Миньківці）是位於烏克蘭西部赫梅利尼茨基州裏舍佩蒂夫卡區的村莊，面積3.77平方公里，海拔高度244米，2024年人口727，人口密度每平方公里291.3人。